# Natty U
Natty U, eigentlich Ulrich Schmidt-Salm (* 20. Februar 1956 in Dortmund; † 25. März 2005 in Essen) war ein deutscher Reggae-Sänger und Musikproduzent. Er war in den 80er-Jahren einer der erfolgreichsten deutschen Reggae-Musiker und einer der wenigen, deren Musik auch auf Jamaika gehört wurde. Natty U war der erste bekannte weiße Reggae-Sänger in Deutschland.

## Musik
In den 1980er-Jahren verließ Uli Schmidt-Salm die Punkband The Neat, in der er bis dahin gespielt hatte, um unter dem Namen Natty U Reggaemusik zu machen. Seine erste Veröffentlichung hatte er 1987: Von der EP Mr Reagan wurden 1000 Exemplare verkauft, obwohl die Platte kaum beworben und nicht im Radio gespielt wurde. Natty Us erstes Album in voller Länge war Prejudice, das 1988 erschien und sich ebenfalls etwa 1000 Mal verkaufte. Durch viele Live-Auftritte erlangte Natty U Bekanntheit.
1990 erschien das zweite Album Fool For Your Love, das unter anderem auch auf Jamaika im Radio gespielt wurde.
1991 tritt Natty U auf Jamaika auf und wird dort mit UB40 verglichen.
Seinen größten Erfolg hat Natty U 1992 mit einer Coverversion von The Cures Hit Boys don't cry. 1993 erscheint das Album Flash Up Unu Lighter. Die aus diesem Album ausgekoppelte Single Kuff - inna de bad boy face wird aufgrund des Textes in Deutschland kaum im Radio gespielt.
Die nächste Veröffentlichung von Natty U ließ auf sich warten: 1994 wurde er operiert und brauchte lange um sich davon zu erholen. Er schrieb in den nächsten Jahren Filmmusik und veröffentlichte erst 1998 wieder ein Album: Das Dub-Album The Return of the Whitey Dons nahm er zusammen mit Orange auf und produzierte es auch selber. Es wurde auf Natty Us eigenem Label Whaccy Baccy Records veröffentlicht.
In der Folgezeit produzierte Natty U für verschiedene Musiker und trat mit mehreren Sound Systems auf.
Sein letztes Konzert gab Natty U im September 2004 zusammen mit Sasha. Im September 2004 war Natty zu Gast bei eldoradio* in Dortmund (Doctor Jones Reggae Empire) und stellte dort seine neuen Reggae- und Dancehallproduktionen vor.
Am 25. März 2005 starb Natty U in einer Essener Klinik an Krebs. Nach seinem Wunsch wurde seine Asche dem Meer vor Jamaika übergeben. Dies wurde durch ein „Farewell-Konzert“ am 14. April 2005 in Dortmund finanziert, bei dem unter anderem The Neat, Orange, Ede Whiteman und Sasha auftraten.